# Hejőszalonta
Hejőszalonta este un sat în districtul Tiszaújváros, județul Borsod-Abaúj-Zemplén, Ungaria, având o populație de 902 locuitori (2011). 

## Demografie
Componența etnică a satului Hejőszalonta
     Maghiari (73,21%)
     Romi (26,79%)
Componența confesională a satului Hejőszalonta
     Romano-catolici (53,44%)
     Reformați (14,3%)
     Fără religie (4,77%)
     Greco-catolici (3,66%)
     Necunoscută (23,5%)
     Atei (0,33%)
     Alte religii (0,55%)
Conform recensământului din 2011, satul Hejőszalonta avea 902 locuitori. Din punct de vedere etnic, majoritatea locuitorilor (73,21%) erau maghiari, cu o minoritate de romi (26,79%).  Din punct de vedere confesional, majoritatea locuitorilor (53,44%) erau romano-catolici, existând și minorități de reformați (14,3%), persoane fără religie (4,77%) și greco-catolici (3,66%). Pentru 23,5% din locuitori nu este cunoscută apartenența confesională.